# Карлі Монтана
Карлі Монтана (англ. Karlie Montana, справжнє ім'я — Джессіка Біман, англ. Jessica Beeman, нар. 14 травня 1986 року, Фінікс, Аризона, США) — американська порноакторка, лауреатка премії AVN Awards.

## Біографія
Джесіка Біман народилася в сім'ї з німецькими, ірландськими і індіанськими коренями. Почала зніматися в порнофільмах у 2004, у 18 років. В основному бере участь у лесбійських сценах.
Працювала зі студіями Evil Angel, Digital Sin, Hustler, Elegant Angel, Vivid, Adam & Eve, Girlfriends Films, Digital Playground, Peach, ClubJenna, Zero Tolerance, Reality Kings та іншими.
Двічі з'являлася на обкладинці календаря Totally Nerdcore (календар з оголеними жінками у фантастичних умовах).
У 2015 році виграла дві премії AVN Awards.
Знялася в понад 470 фільмах.

## Нагороди та номінації
| Рік  | Церемонія                   | Результат | Номінація                                                               | Робота               |
| ---- | --------------------------- | --------- | ----------------------------------------------------------------------- | -------------------- |
| 2012 | AVN Awards                  | Номінація | Невизнана актриса року                                                  | Н/Д                  |
| 2013 | AVN Awards                  | Номінація | Краща сексуальна сцена чоловік/жінка                                    | Nerdy Girls          |
| 2013 | AVN Awards                  | Номінація | Краща сцена тріолізму Ж-Ч-Ж                                             | Dani Daniels: Dare   |
| 2013 | Sex Awards                  | Номінація | Найкраще тіло в порно                                                   | Н/Д                  |
| 2013 | Sex Awards                  | Номінація | Sexiest Adult Sta                                                       | Н/Д                  |
| 2013 | Spank Bank Technical Awards | Перемога  | Cum Geyser                                                              | Н/Д                  |
| 2013 | Spank Bank Technical Awards | Перемога  | Meat Eating, Gun Toting Bad Ass                                         | Н/Д                  |
| 2014 | AVN Awards                  | Номінація | Краща сцена лесбійського сексу                                          | Girl Squared         |
| 2015 | AVN Awards                  | Перемога  | Краща групова лесбійська сцена                                          | Anikka 2             |
| 2015 | AVN Awards                  | Номінація | Краща сцена групового сексу                                             | King James           |
| 2015 | AVN Awards                  | Перемога  | Краще сольне виконання                                                  | Anikka 2             |
| 2015 | AVN Awards                  | Номінація | приз глядацьких симпатій: кращі груди                                   | Н/Д                  |
| 2015 | AVN Awards                  | Номінація | Premio fan: Culo más caliente                                           | Н/Д                  |
| 2015 | Spank Bank Awards           | Номінація | Boobalicious Babe of the Year                                           | Н/Д                  |
| 2015 | Spank Bank Awards           | Номінація | Ravishing Redhead of the Year                                           | Н/Д                  |
| 2015 | XBIZ Awards                 | Номінація | Краща актриса                                                           | Shades of Scarlet    |
| 2016 | AVN Awards                  | Номінація | Приз глядацьких симпатій: кращі груди                                   | Н/Д                  |
| 2016 | XBIZ Awards                 | Номінація | Краща жіноча роль у парній сцені                                        | When It Comes to You |
| 2016 | XBIZ Awards                 | Номінація | Краща сексуальна сцена в парному фільмі або тематиці                    | When It Comes to You |
| 2017 | AVN Awards                  | Номінація | Краща групова лесбійська сцена (разом з Ей Джей Епплгейт і Кензі Тейлор | AJ's Angels          |
| 2017 | Spank Bank Awards           | Номінація | Baroness of Licking Lady Ass                                            | Н/Д                  |
| 2017 | Spank Bank Awards           | Номінація | Найталановитіший язик                                                   | Н/Д                  |
| 2017 | XBIZ Awards                 | Номінація | Лесбійська виконавиця року                                              | Н/Д                  |
| 2018 | AVN Awards                  | Номінація | Лесбійська виконавиця року                                              | Н/Д                  |